# Los hombres las prefieren viudas

Los hombres las prefieren viudas es una película en blanco y negro de Argentina dirigida por Gregorio Martínez Sierra según su guion sobre su obra teatral homónima adaptada por Pedro E. Pico y Cayetano Córdova Iturburu que se estrenó el 21 de julio de 1943 y que tuvo como protagonistas a Catalina Bárcena, Santiago Gómez Cou, Alita Román, Rosa Catá y Rosa Rosen.

## Sinopsis
Una mujer soltera y ya madura se hace pasar por viuda para conseguir marido pero el esposo vuelve a la vida complicando su situación.

## Reparto
- Catalina Bárcena
- Santiago Gómez Cou
- Alita Román
- Rosa Catá
- Rosa Rosen
- Marcial Manent
- Oscar Villa
- Francisco López Silva
- Iris Portillo
- Perla Mux
- Mario Faig
- Max Citelli
- Miguel Ligero
- Muguet-Albaicín
- Alberto D'Salvio

## Comentarios
Para la crónica de La Nación es una simpática comedia de ejecución desenvuelta y movida en tanto Roland opinó que “la dirección es balbuceante y se reduce a servir, sin inquietud al libreto” y en su nota crítica de El Mundo escribió Calki:

”Comedia ligera y amable...nada trascendente ahí en su contenido: Tan sólo es una comedia… trivial que inspira a hacer pasar un rato entretenido”